# Bibliotheca Alexandrina
A Bibliotheca Alexandrina (latim para "Biblioteca de Alexandria", em árabe: مكتبة الإسكندرية), cuja construção foi iniciada em 1995, foi inaugurada a 16 de outubro de 2002 e é a maior do Egito. A obra, que custou 220 milhões de dólares, tornou-se referência no norte da África. Não sendo somente um mero local de armazenamento de livros, a edificação abriga museus, auditórios, laboratórios e um planetário. Seu design arquitetônico foi internacionalmente elogiado e é considerado uma das mais belas edificações da cidade de Alexandria, abrigando a maior coleção de livros na África e a maior coleção de livros em francês no mundo árabe.
As discussões em torno da construção de uma nova biblioteca começaram em 1974, quando membros da Universidade de Alexandria propuseram uma nova biblioteca que pudesse refletir o esplendor da antiga, transformando a cidade novamente em um centro de saber de excelência e de reconhecimento internacional. Com o apoio da UNESCO e de outras organizações — tanto egípcias quanto de outros países — além do, então presidente, Hosni Mubarak, houve uma competição entre arquitetos de todo o mundo para desenhar a nova biblioteca. O concurso foi ganho pelo estúdio arquitetônico norueguês Snøhetta, que, entre mais de 1400 concorrentes, destacou-se pelo projeto ousado e grandioso. A construção começou em 1995 e durou sete anos, com diversas personalidades da comunidade egípcia presentes na sua inauguração, incluindo o Presidente e membros do seu gabinete.
A biblioteca conta com um vasto espaço, sendo que somente a sala de leitura principal se estende por mais de 20 mil metros quadrados, totalmente coberta por um impressionante domo de vidro com 120 metros de diâmetro. O design em concreto e vidro, com as paredes exteriores marcadas com caracteres de diferentes línguas encontradas em mais de 120 manuscritos antigos, foi muito elogiado pela comunidade arquitetônica. A biblioteca abriga uma extensa coleção de livros raros (doados por governos internacionais e por diversos intelectuais), pinturas e esculturas, com mais de 15 exibições permanentes e quatro museus; estes, a exemplo da antiga biblioteca, têm em suas coleções obras que compassam todas as vertentes do saber. Os quatro museus são: o Museu de Antiguidades, o Museu de Manuscritos, o Museu de Sadat e o Museu da Ciência. A construção de uma nova biblioteca, entretanto, sofreu críticas devido aos altos custos da obra frente à situação de calamidade em que os setores públicos do Egito encontravam-se na época, o que gerou um forte debate em torno da relação custo-benefício da obra.
Não há como negar, no entanto, o grande simbolismo que a construção de uma nova biblioteca traz, pois muito além da suntuosidade de sua coleção ou a grandiosidade de seu design, tal edificação busca difundir o saber, guardar as memórias do homem e desenvolver a ciência do futuro, restaurando, assim, a antiga glória de Alexandria como um extraordinário centro do saber.
Em 2013 recebeu o Prémio Calouste Gulbenkian - Direitos Humanos (Portugal).

## História

Fachada da Bibliotheca Alexandrina.

A biblioteca reconstruída foi aberta ao público em outubro de 2002, e contém por volta de 400 mil livros. Seu sofisticado sistema de computadores permite ainda ter acesso a outras bibliotecas. A coleção principal destaca as civilizações do Mediterrâneo oriental. 
O projeto da biblioteca é da autoria de uma empresa de arquitetos noruegueses, a Snøhetta. A construção demorou sete anos e foi inaugurada em 2002, mas a ideia nasceu em 1974. Os principais financiadores da instituição foram a UNESCO (Organização das Nações Unidas para a Educação, Ciência e Cultura) e o governo egípcio e o custo total da obra rondou os 200 milhões de euros.
Inicialmente, a ideia era dotar a biblioteca de oito milhões de livros, mas como foi impossível angariar essa quantidade ficou pela metade. Assim, foi dada prioridade à criação de uma biblioteca cibernética. No local estão ainda guardados dez mil livros raros, cem mil manuscritos, 300 mil títulos de publicações periódicas, 200 mil cassetes áudio e 50 mil vídeo. No total podem trabalhar na Biblioteca de Alexandria cerca de 3,5 mil investigadores, que têm ao dispor 200 salas de estudo.

## Estrutura

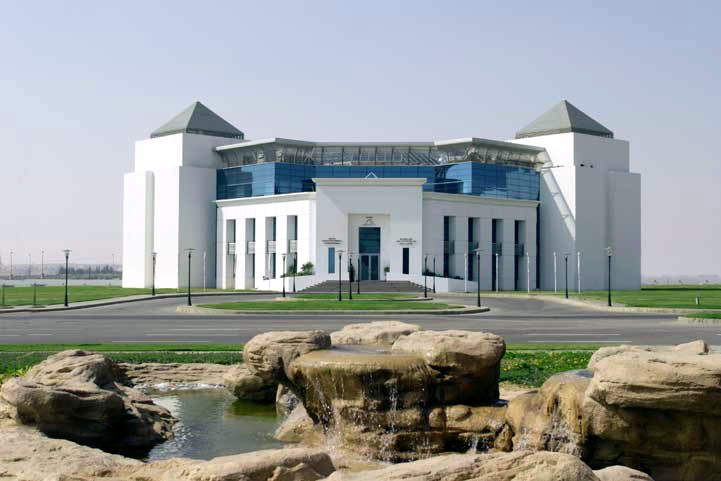
Centro de Documentação do Patrimônio Cultural e Natural.

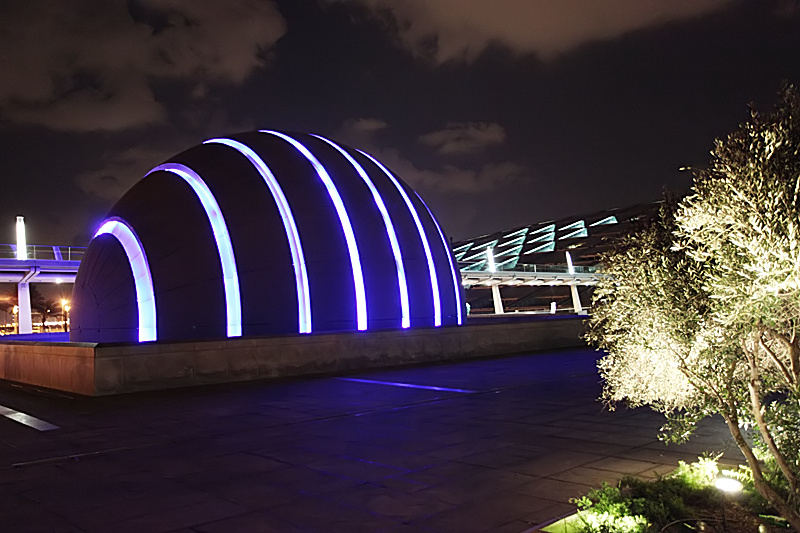
Planetário da biblioteca.

A reconstrução da famosa Biblioteca de Alexandria resultou numa estrutura de forma incomum. A construção principal da Bibliotheca Alexandrina parece um gigantesco cilindro inclinado. A ampla fachada do cilindro central, de granito cinza, tem letras de alfabetos antigos e modernos. Dispostas em fileiras, as letras representam apropriadamente as bases fundamentais do conhecimento.
A maior parte do interior do cilindro é ocupada por uma sala de leitura aberta, com o piso em vários níveis. No subsolo há espaço suficiente para 8 milhões de volumes. Há também espaços reservados para exposições, salas de conferências, biblioteca para cegos e um planetário — uma estrutura esférica, à parte, que lembra um satélite. Esse prédio moderníssimo inclui ainda sistemas sofisticados de computadores e de combate a incêndios.
A estrutura integra, para além da principal, quatro bibliotecas especializadas, laboratórios, um planetário, um museu de ciências e um de caligrafia e uma sala de congresso e de exposições. A instituição pretende ser um dos centros de conhecimento mais importantes do mundo assim com sua antecessora.
A Biblioteca Tahan Hussein é especializada em cegos e invisuais, a dos Jovens é dedicada a pessoas entre os 12 e os 18 anos, a das crianças é para quem tem entre seis e 12 anos, e a Multimédia está dotada com CD, DVD, cassetes áudio e vídeo, dispositivos e fotografias. Há ainda uma sala de microfilmes, uma de manuscritos e outra de livros raros. O telhado de vidro e alumínio tem quase o tamanho de dois campos de futebol, este teto da biblioteca é um disco com 160 metros de diâmetro reclinado, que parece em parte enterrado no solo. Ele é provido de clarabóias, voltadas para o norte, que iluminam a sala de leitura principal. 
Os espaços públicos principais ficam no enorme cilindro com o topo truncado, cuja parte inferior desce abaixo do nível do mar. A superfície inclinada e brilhante do telhado começa no subsolo e chega a 30 metros de altura. Olhando à distância, quando a luz do Sol reflete nessa superfície metálica, a construção parece o Sol quando nasce no horizonte. A entrada é pelo Triângulo de Calímaco, uma varanda de vidro triangular, assim chamada em homenagem ao bibliotecário que sistematizou os 500 mil livros da antiga biblioteca.
Ao todo a biblioteca tem onze pisos, sete à superfície e quatro subterrâneos, sustentados por 66 colunas de 16 metros cada uma. As paredes sem janelas revestidas a granito que sustentam a parte do círculo que fica à superfície têm incrustados os símbolos utilizados pela Humanidade para comunicar, como os caracteres dos alfabetos, notas musicais, números e símbolos algébricos, códigos das linguagens informáticas, etc. A sala de leitura tem vinte mil m² e é iluminada de forma uniforme por luz solar. 